# Sulz im Weinviertel
Sulz im Weinviertel ist eine Marktgemeinde mit 1257 Einwohnern (Stand 1. Jänner 2025) im Bezirk Gänserndorf in Niederösterreich.

## Geografie

Sulz, Nexing und Erdpreß (Mitte oben) in der Landesaufnahme um 1873

Sulz liegt im Weinviertel in Niederösterreich. Die Fläche der Marktgemeinde umfasst 31,37 Quadratkilometer, etwa zwei Prozent der Fläche sind bewaldet.

### Gemeindegliederung
Das Gemeindegebiet umfasst vier Katastralgemeinden bzw. gleichnamige Ortschaften (Fläche Stand 31. Dezember 2023, Bevölkerung am 1. Jänner 2025):
- Erdpreß (485,33 ha, 211 Ew.)
- Nexing (443,86 ha, 52 Ew.)
- Niedersulz (846,23 ha, 394 Ew.)
- Obersulz (1.361,95 ha, 600 Ew.)

### Nachbargemeinden
|                         | Mistelbach (Mistelbach)                     | Zistersdorf |
| Gaweinstal (Mistelbach) | Kompassrose, die auf Nachbargemeinden zeigt |             |
|                         | Hohenruppersdorf                            | Spannberg   |

## Geschichte
Die erste urkundliche Erwähnung kommt aus dem 1125, damals unter der Bezeichnung „Sulze“ (sumpfiges Gebiet). Die erste Erwähnung als Markt erfolgte im Jahr 1615 (Obersulz).

### Einwohnerentwicklung
| Sulz im Weinviertel: Einwohnerzahlen von 1869 bis 2024 | Sulz im Weinviertel: Einwohnerzahlen von 1869 bis 2024 | Sulz im Weinviertel: Einwohnerzahlen von 1869 bis 2024 | Sulz im Weinviertel: Einwohnerzahlen von 1869 bis 2024 | Sulz im Weinviertel: Einwohnerzahlen von 1869 bis 2024 |
| ------------------------------------------------------ | ------------------------------------------------------ | ------------------------------------------------------ | ------------------------------------------------------ | ------------------------------------------------------ |
| Jahr                                                   |                                                        |                                                        |                                                        | Einwohner                                              |
| 1869                                                   | 1869                                                   |                                                        | 2.022                                                  | 2.022                                                  |
| 1880                                                   | 1880                                                   |                                                        | 2.089                                                  | 2.089                                                  |
| 1890                                                   | 1890                                                   |                                                        | 2.202                                                  | 2.202                                                  |
| 1900                                                   | 1900                                                   |                                                        | 2.253                                                  | 2.253                                                  |
| 1910                                                   | 1910                                                   |                                                        | 2.217                                                  | 2.217                                                  |
| 1923                                                   | 1923                                                   |                                                        | 2.012                                                  | 2.012                                                  |
| 1934                                                   | 1934                                                   |                                                        | 1.854                                                  | 1.854                                                  |
| 1939                                                   | 1939                                                   |                                                        | 1.875                                                  | 1.875                                                  |
| 1951                                                   | 1951                                                   |                                                        | 1.710                                                  | 1.710                                                  |
| 1961                                                   | 1961                                                   |                                                        | 1.551                                                  | 1.551                                                  |
| 1971                                                   | 1971                                                   |                                                        | 1.393                                                  | 1.393                                                  |
| 1981                                                   | 1981                                                   |                                                        | 1.196                                                  | 1.196                                                  |
| 1991                                                   | 1991                                                   |                                                        | 1.150                                                  | 1.150                                                  |
| 2001                                                   | 2001                                                   |                                                        | 1.188                                                  | 1.188                                                  |
| 2011                                                   | 2011                                                   |                                                        | 1.177                                                  | 1.177                                                  |
| 2021                                                   | 2021                                                   |                                                        | 1.237                                                  | 1.237                                                  |
| 2024                                                   | 2024                                                   |                                                        | 1.233                                                  | 1.233                                                  |
| Quelle(n): Statistik Austria                           |                                                        |                                                        |                                                        |                                                        |

### Windkraft
Am 15. Oktober 2023 stimmten 61 % der Stimmen in der Gemeinde für die Errichtung von Windrädern durch eine Erzeugergenossenschaft, die den Mitgliedern einen günstigeren Energietarif zusagt.

## Kultur und Sehenswürdigkeiten

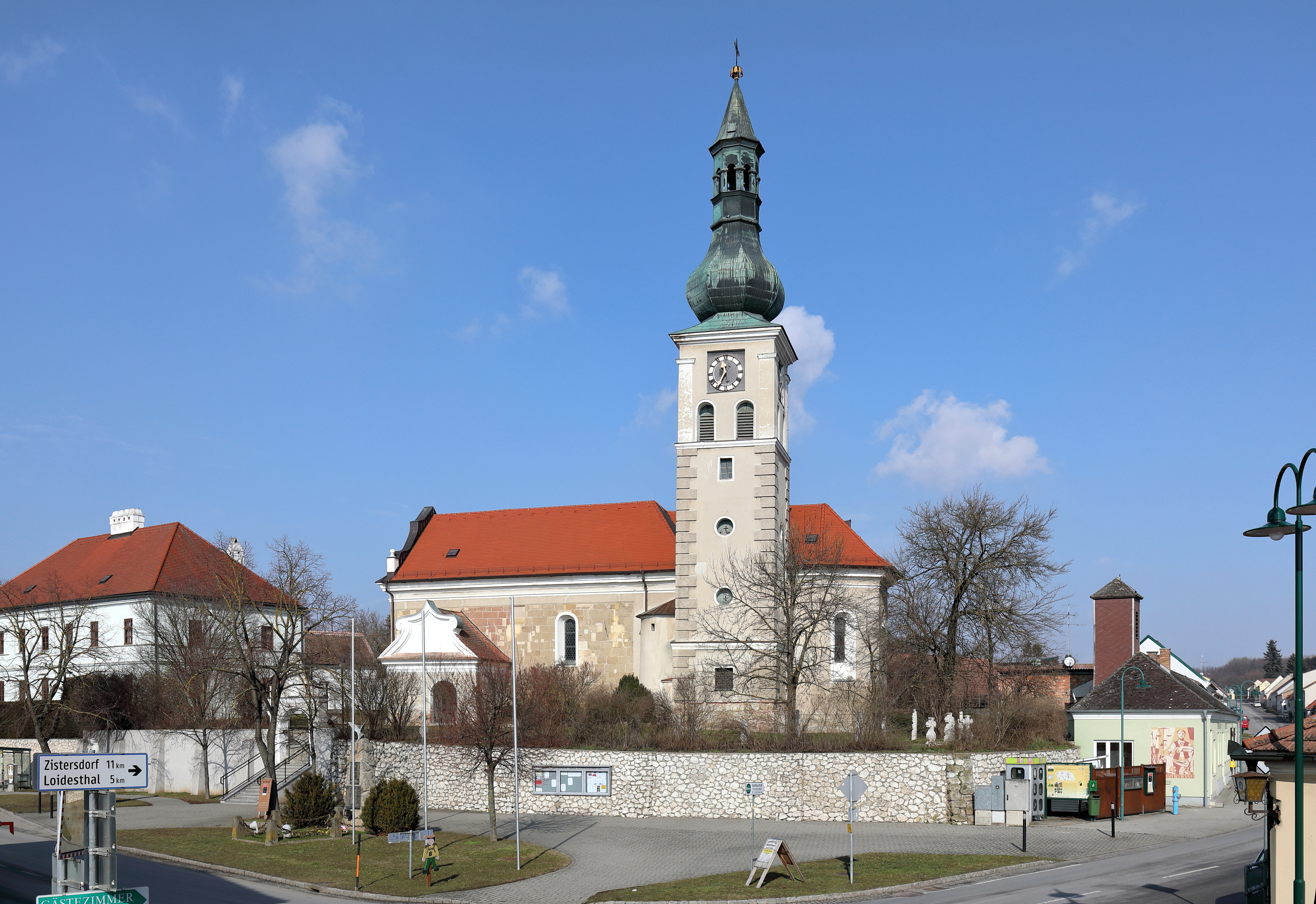
Pfarrkirche Niedersulz

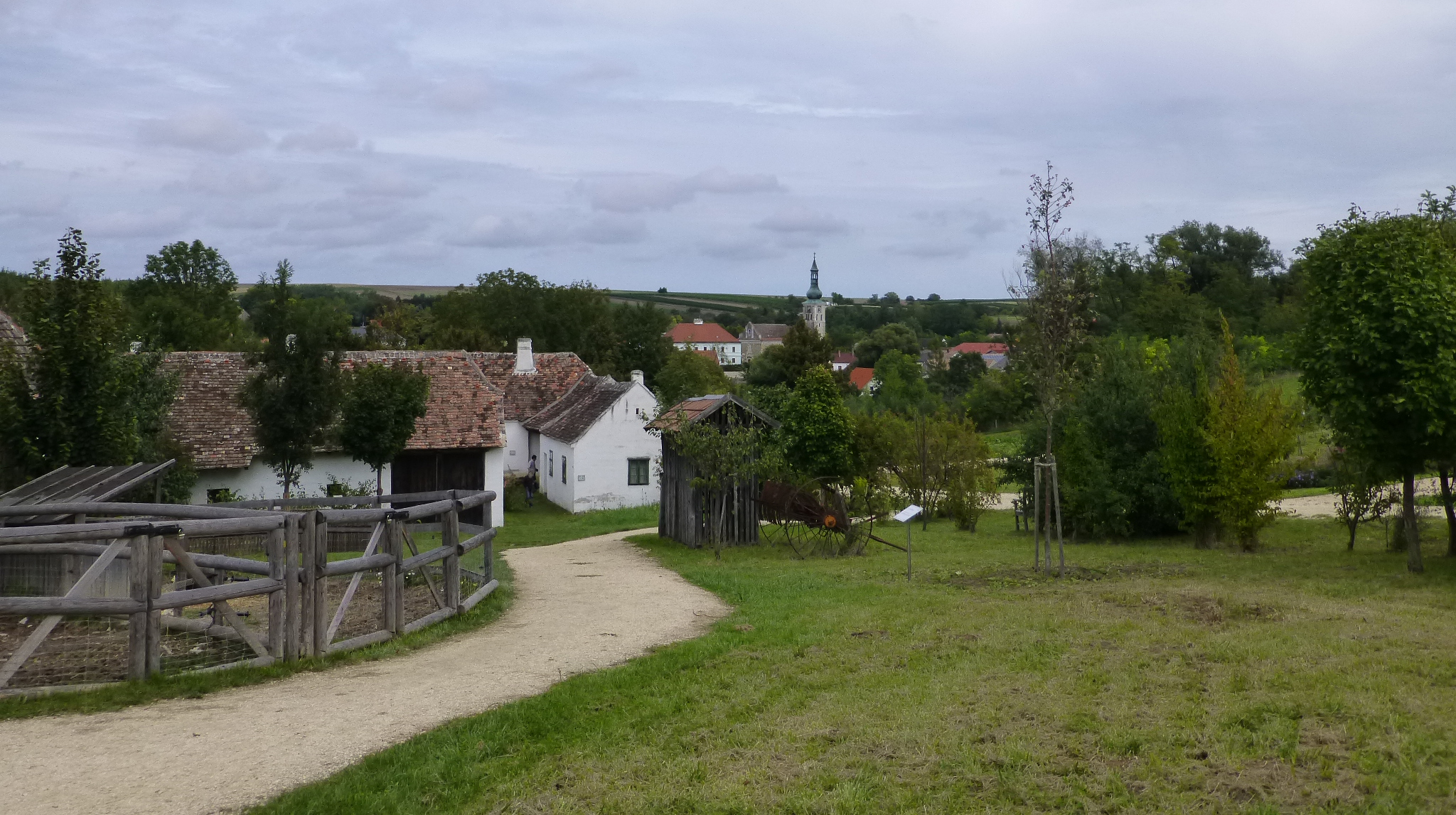
Museumsdorf Niedersulz

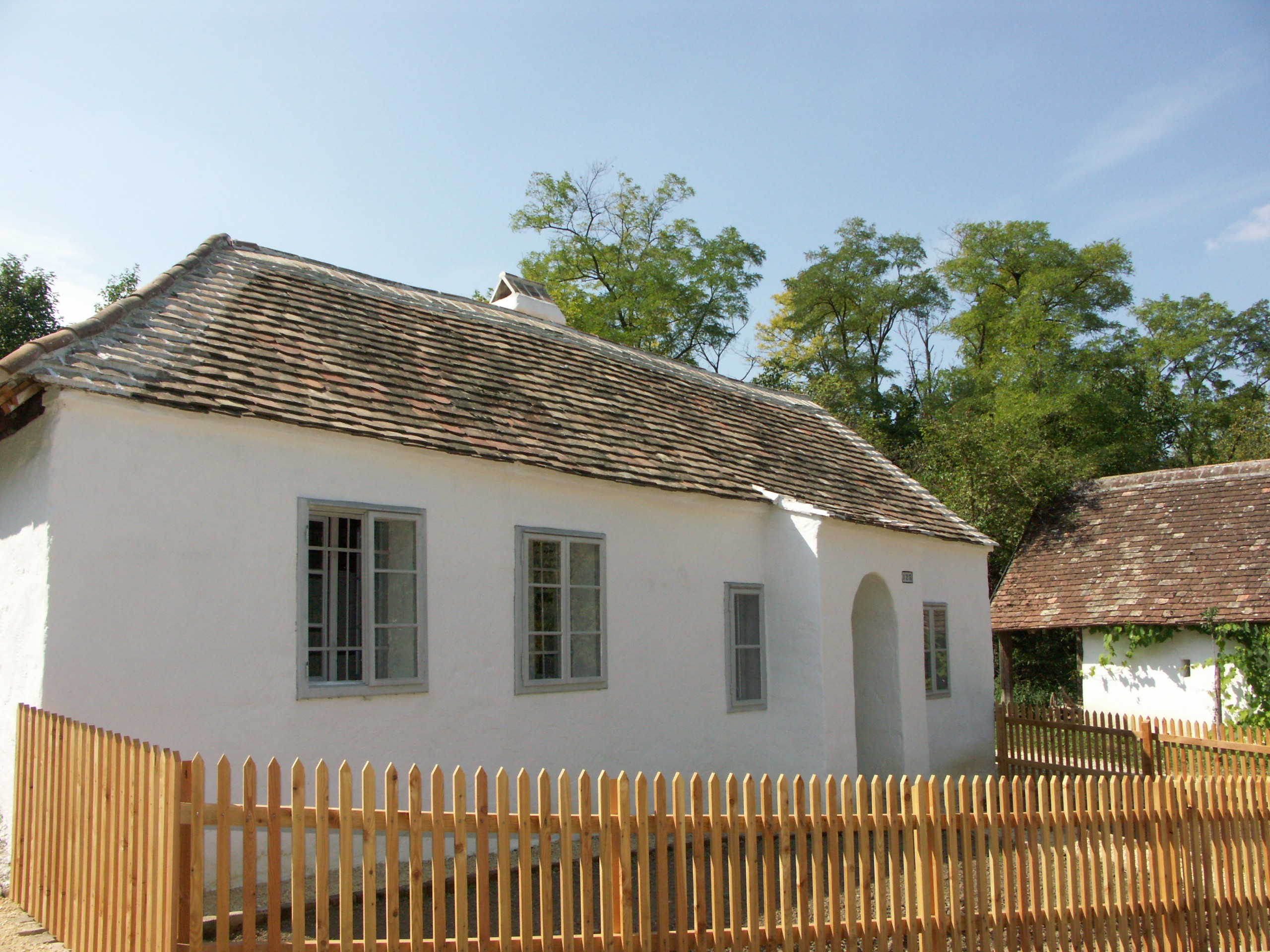
Täufermuseum Niedersulz

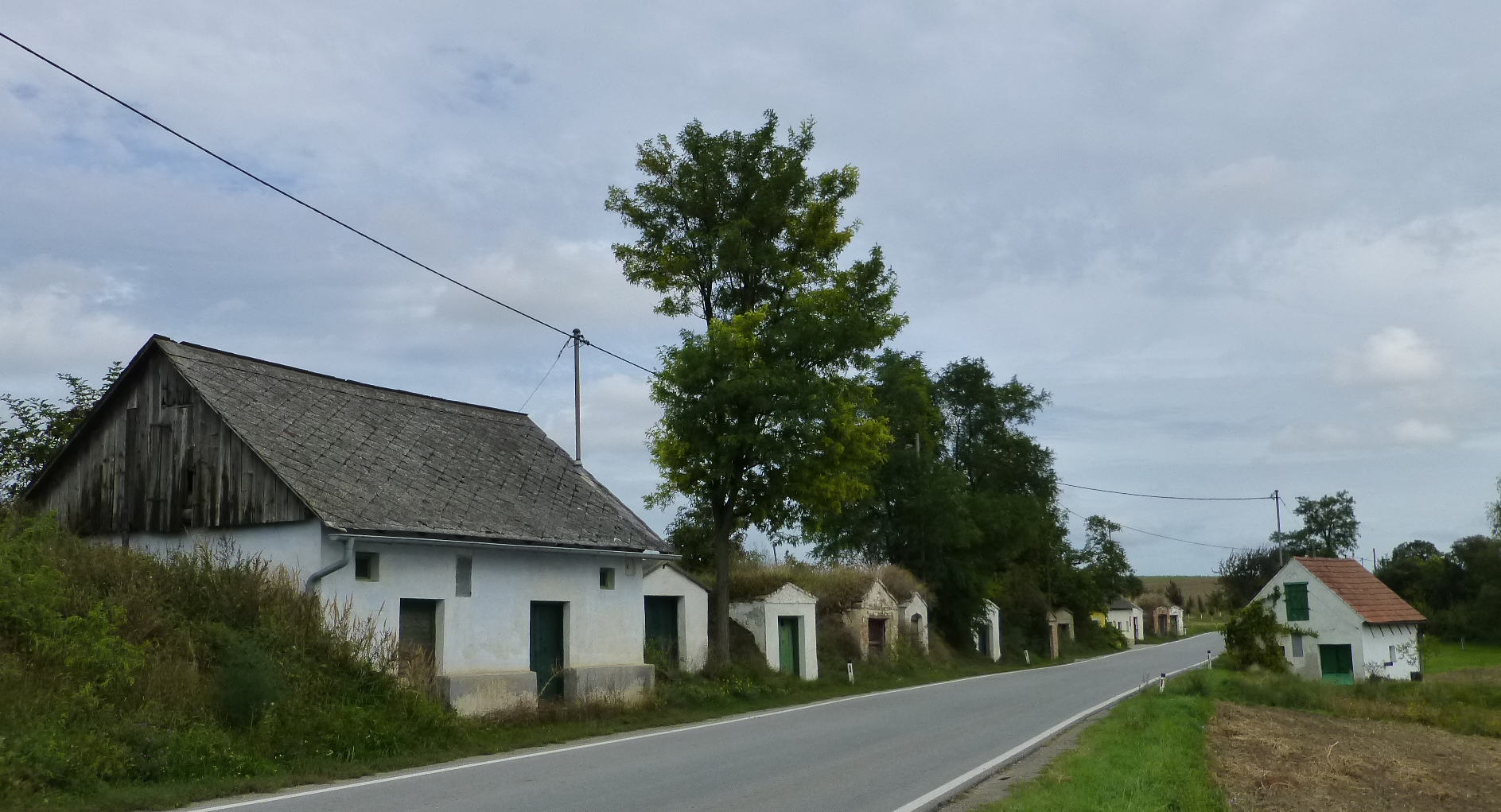
Kellergasse Am Steinberg

- Katholische Pfarrkirche Niedersulz hl. Johannes der Täufer: Die im Kern mittelalterliche Kirche wurde 1623 umgebaut und barockisiert.
- Museumsdorf Niedersulz: Das 1979 gegründete Museumsdorf ist das größte Freilichtmuseum in Niederösterreich.
  - Das Täufermuseum Niedersulz ist in einem Kleinhäuslerhaus aus Wilfersdorf im Museumsdorf untergebracht und zeigt die Spuren der Täufer und Hutterer im Weinviertel
- Katholische Pfarrkirche Obersulz hl. Martin

## Wirtschaft und Infrastruktur
Nichtlandwirtschaftliche Arbeitsstätten gab es im Jahr 2001 37, land- und forstwirtschaftliche Betriebe nach der Erhebung 1999 111. Die Zahl der Erwerbstätigen am Wohnort betrug nach der Volkszählung 2001 528. Die Erwerbsquote lag 2001 bei 45 Prozent.
- EGZ Bauer: Die Land- und Forstwirtschaftfirma ist eine Erzeugergemeinschaft mit dem Leitmotto „Erde – Gott – Zukunft“, deren Sitz in Zistersdorf liegt. Eigentümer der Firma ist Franz Bauer aus Niedersulz.
- RaumRegionMensch ZT GmbH: Seit 1997 in Obersulz ansässig, tätig im Bereich Planungen für Gemeinden und Regionen (Raumplanung und Regionalplanung), Bürgerbeteiligung, Beratung und Coaching. Derzeit (2021) 11 Mitarbeiter, Wirkungsbereich ganz Österreich, Schwerpunkt Niederösterreich.

### Verkehr
- Bahnhof Sulz Museumsdorf, ehemals Sulz-Nexing an der Bahnstrecke Bad Pirawarth–Dobermannsdorf, gelegentlich Museumsfahrten
- Acht reguläre Bushaltestellen, eine saisonale beim Museumsdorf

### Sicherheit
- FF Obersulz
- FF Niedersulz
- FF Erdpreß

### Vereine
Ortsansässige Vereine:
- Imkerverein Niedersulz
- Musikverein Obersulz-Blumenthal
- Musikverein Niedersulz
- Sportverein USV Sulz
- UTC Tennisverein
- Seniorenbund Obersulz-Nexing
- Seniorenbund Niedersulz-Nexing
- Seniorenbund Erdpreß
- Weinbauverein Obersulz
- Weinbauverein Niedersulz-Erdpreß
- Verein Kunstdünger/Tanzbodn
- Laufclub Erdpreß
- Verein Jugend Niedersulz
- Verein zur Förderung von Kindern mit besonderen Bedürfnissen
- Kameradschaftsbund Obersulz-Nexing
- Kameradschaftsbund Erdpreß
- Pfarrgemeinderat Obersulz-Nexing-Blumenthal
- Pfarrgemeinderat Niedersulz-Erdpreß
- Örtliches Bildungs- und Heimatwerk Sulz
- Arbeitsgemeinschaft der Bäuerinnen Gebiet Zistersdorf

### Sport
- Der Fußballverein USV Sulz im Weinviertel spielt in der 2. Klasse Weinviertel. Größter Erfolg des im Jahre 1973 gegründeten Vereins war der Meistertitel 1996/97.
- Weiters gibt es seit 2004 einen Laufverein (LC Erdpress, Sitz in Erdpress). Größter Erfolg: 1. Platz in der Mannschaftsgesamtwertung des international besetzten 24-Stundenlaufes von Wörschach 2010 und 2011 (Streckenrekord).
- Neben dem Fußballplatz gibt es drei Tennisplätze, aber keinen Verein der an einer Meisterschaft teilnimmt.
- Die erfolgreichsten Einzelsportler sind Matthias Steiner (Olympiasieger Gewichtheben 2008, Vizeweltmeister 2011) und Christoph Krenn (mehrfacher Weltmeister im Racketlon im Einzel, Doppel und Team).

## Politik

### Gemeinderat
Der Gemeinderat hat 19 Mitglieder.
- Nach den Gemeinderatswahlen in Niederösterreich 1990 hatte der Gemeinderat folgende Verteilung: 15 ÖVP, 2 SPÖ und 2 Sonstige.
- Nach den Gemeinderatswahlen in Niederösterreich 1995 hatte der Gemeinderat folgende Verteilung: 9 ÖVP, 8 KLING–Bürgerliste und 2 SPÖ.[7]
- Nach den Gemeinderatswahlen in Niederösterreich 2000 hatte der Gemeinderat folgende Verteilung: 10 ÖVP, 7 BLS–Bürgerliste Sulz und 2 SPÖ.[8]
- Nach den Gemeinderatswahlen in Niederösterreich 2005 hatte der Gemeinderat folgende Verteilung: 11 ÖVP, 5 SPÖ und 3 BLS–Bürgerliste Sulz.[9]
- Nach den Gemeinderatswahlen in Niederösterreich 2010 hatte der Gemeinderat folgende Verteilung: 12 ÖVP, 5 SPÖ und 2 FPÖ.[10]
- Nach den Gemeinderatswahlen in Niederösterreich 2015 hatte der Gemeinderat folgende Verteilung: 15 ÖVP, 2 SPÖ und 2 FPÖ.[11]
- Nach den Gemeinderatswahlen in Niederösterreich 2020 hatte der Gemeinderat folgende Verteilung: 14 ÖVP, 3 SPÖ und 2 FPÖ.[12]
- Nach den Gemeinderatswahlen in Niederösterreich 2025 hat der Gemeinderat folgende Verteilung: 14 ÖVP, 3 SPÖ und 2 FPÖ.[13]

### Bürgermeister
- bis 2010 Franz Furherr (ÖVP)
- 2010–2014 Franz Pirkner (ÖVP)
- seit 2014 Angela Baumgartner (ÖVP)

### Wappen
Das Wappen wurde der Gemeinde am 7. Juni 1980 von Landeshauptmann Andreas Maurer verliehen. Die blau-rote Farbgebung erinnert an die ehemalige Zugehörigkeit zur Lichtensteinischen Herrschaft Wilfersdorf. Die Schwurhand weist auf die Zugehörigkeit der Niedersulzer Pfarrgemeinde zum Stift Heiligenkreuz, die Traube auf den in der Gemeinde verbreiteten Weinbau. Die Wellen im unteren Bereich nehmen auf die die Gemeinde umgebende Hügellandschaft Bezug.

## Persönlichkeiten
- Benedikt Pillwein (1779–1847), Jurist und Landeskundler
- Valentin Lechner (1777–1849), Komponist
- Mathias Lohninger (1818–1882), Mitglied des Abgeordnetenhauses 1861–1870, 1879–1882[14]
- Josef Geissler (* 1949), Gründer des Museumsdorfs Niedersulz
- Angela Baumgartner (* 1969), Politikerin, Bürgermeisterin und Mitglied des Nationalrates
- Matthias Steiner (* 1982), ehemals österreichischer, seit 2008 deutscher Gewichtheber, Olympiasieger 2008 in der Klasse über 105 kg
- Christoph Krenn (* 1983), Racketlon-Spieler, Einzel- und Doppel-Weltmeister 2009; Team-Weltmeister 2010